# Finánc a pácban

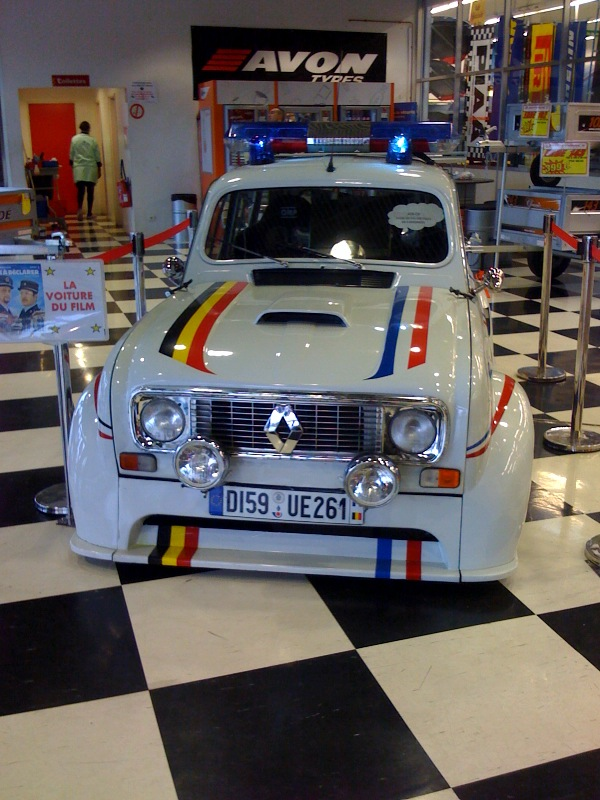
A filmben szereplő, felturbózott Renault 4L

A Finánc a pácban (eredeti cím: Rien à déclarer, angol cím: Nothing to Declare)  2010-ben bemutatott francia–belga vígjáték, melynek rendezője, forgatókönyvírója és főszereplője Dany Boon.

## Cselekmény
|  | Alább a cselekmény részletei következnek! |

1986-ban Ruben Vandevoorde, belga vámos rossz hírt kap: az újság az írja, hogy az Európai Unió megalakulásával megszűnnek a belső határok az országok között, így arra a határállomásra sem lesz szükség, ahol ő és néhány kollégája dolgozik. Ruben utálja a franciákat, és rosszul esik neki, hogy ezután a franciák is ellenőrzés nélkül léphetnek Belgium földjére.
A Belgium és Franciaország (pontosabban Courquain és Koorkin) közötti határellenőrzés megszűnése a „senkiföldjén” működő „No Man's Land” nevű vendéglő számára a forgalom megcsappanását jelenti, hiszen ha nem kell megállniuk az autósoknak, kevesen fognak betérni hozzájuk. Ezért el akarják adni a vállalkozást, de komoly vevő nem jelentkezik rá.
Még a határellenőrzés megszűnése előtt Duval, egy üzletember, aki kábítószer csempészéssel foglalkozik, felbérel két ütődöttet, hogy egy mentőautóban kábítószert vigyenek át a határon.  Ruben és kollégája azonban kiszúrja a gyanúsan viselkedő sofőrt és amikor az menekülni akar, cinkosa kiesik a kocsiból. Ruben rálő az autóra és az álcázott „betegre”, aki igyekszik összeszedni az utcára esett kábítószert, de később visszamászik az autóba és kereket oldanak.
Ruben templomba megy, hogy gyónjon, a pap azonban bűnösnek találja, mert Ruben gyűlöli a franciákat. A pap azt a példát hozza fel neki, hogy nem fogják beengedni a mennyországba az ottani vámosok. Ruben ezen mélyen elgondolkozik.
1993. január 1-jén megszűnik a fix telepítésű ellenőrzés, de parancsnokaik javaslatára, mivel arra számítanak, hogy a drogkereskedelem megélénkül, kísérletképpen vegyes, francia-belga mozgó egységet hoznak létre, ami egy rozoga Renault 4L autóból és két főből áll (az autóhoz egy Grizzly nevű kábítószer-kereső kutya is jár – egy barátságos terrier). A feladatra Ruben és egy francia vámos, Mathias Ducatel jelentkezik, aki Ruben húgába, Louise-ba szerelmes és egy éve titokban udvarol neki. A vegyespáros feladata az autók ellenőrzése lenne, de senki sem veszi őket komolyan.  Egyik alkalommal észrevesznek egy bordó kisteherautót, amit ugyanaz az alak vezet, aki korábban a kábítószert szállító mentőautót. A nyomába akarnak eredni, de az általuk útakadályként kirakott szögesdrót a saját autójuk kerekeit lyukasztja ki.  Szerencsére egyik kollégájuk öccse autószerelő, aki másnapra nem csak a kerekeket cseréli ki, hanem a motort is. A karosszériát kipofozták és légterelőket szereltek rá. A felújított autó csak külsejében emlékeztet a korábbi roncsra (3000 ccm, V6-os alpin motor, turbófeltöltő, 250 LE, végsebesség: 300 km/h). Már az első útjukon lassításra intenek egy kissé gyorsan hajtó piros Ferrari 348 GTB-t.
A vendéglősöket megkörnyékezi Duval, az előkelő külsejű, kábítószer-csempészéssel foglalkozó üzletember, aki azt kéri tőlük, hogy mivel a napi eligazítások a vendéglő egyik asztalánál zajlanak, szerezzenek meg minden információt a várható ellenőrzések helyszínéről és idejéről. Cserébe vastag borítékot nyújt át, amit a vendéglősné örömmel elfogad. Az üzletember rábeszéli a „mentőst” egy újabb adag szállítására, ezúttal 30 kisebb-nagyobb csomagot kell feldugnia a végbelébe. A vámosok megállítják, mert megismerik, de nem találnak semmit. A kutya azonban a megfelelő helyen szaglászni kezd, ezért a csempészt beviszik és a röntgen kimutatja a rejtegetett árut.
Mivel az ismert drogfutárt lekapcsolták, Duval Jacques Janus-t, az ostoba vendéglőst veszi rá a szállításra, aki éjszaka kísérli meg átvinni az árut. Az őrjárat azonban észreveszi, és Ruben többször rálő, de nem találja el. Kiderül, hogy nem ez volt az első alkalom, és Jacques ki akar szállni belőle, a felesége azonban ragaszkodik hozzá, hogy folytassák.
Szilveszter estére Ruben meghívja magukhoz Mathias-t és Brunót (akit szeretne összehozni a húgával). Mathias-t belga egyenruhába bújtatják, mivel Ruben apja szintén nem szereti a franciákat. Mivel Ruben semmit nem tud a húga és Mathias kapcsolatáról, „bemutatják” őket egymásnak. Ők a fürdőszobában hevesen csókolózni kezdenek, és majdnem lebuknak Ruben előtt, de Mathias kimászik az első emeleti ablakon és visszamegy a házba.
Ruben hazafelé elviszi Mathias-t a templomba ahhoz a paphoz, akinél korábban gyónni próbált. Örömmel újságolja neki, hogy megváltozott, már nem gyűlöli a franciákat, hiszen van egy francia barátja is, Mathias. A pap azonban lehűti a lelkesedését, mert szerte ez Ruben részéről hátsó szándékból fakad (ti. hogy bejusson a mennyországba). Mathias a vallomáson felbátorodva bevallja, hogy ő már egy éve szereti Ruben húgát, Louise-t. Ruben ezen annyira felháborodik, hogy előveszi a fegyverét és többször rálő az ünneplő tömegben menekülő Mathias-ra (de nem találja el, bár egyszer tárat is cserél). Mathias Louise-hoz menekül, aki kiáll mellette és megvédi a bátyjával szemben. Ruben leereszti a fegyvert és elmegy. Mathias ott marad Louise-nál éjszakára.
Másnap reggel Ruben megint a templomban van és magában istennel pöröl. Mathias az ébredező Louise mellett van, amikor telefonhívást kap a főnökétől: az autópályán 200-zal száguldozó BMW-t kell elcsípniük, amire csak az ő autójuk alkalmas.
Egy felüljárón állnak lesben, Ruben messzelátóval figyeli a forgalmat, miközben Mathias a központtal beszél. Úgy tűnik, Ruben elfogadja a helyzetet, mert „megfenyegeti” Mathias-t, hogy lelövi, ha elhagyja a húgát. Ekkor feltűnik a kék színű BMW, amit üldözőbe vesznek. Autójuk számos koccanást kénytelen elviselni, ami közben számos alkatrész leválik róla (légterelők, sárhányók, még a két ajtó is kiszakad). Az autóst elfogják, aki nem más, mint Jacques, az ostoba vendéglős. A csomagtartójában cigaretta és nagy mennyiségű kokain van. Felajánlják neki, hogy ha együttműködik a megbízója elfogásában, akkor szabadlábon védekezhet majd a bíróságon. Jacques belemegy a dologba, és a megbízója raktárához hajt. Duvalnak azonban gyanús lesz, felfedezi a mellkasára erősített lehallgatókészüléket és hátba lövi a menekülő Jacques-ot. Ekkor a vámosok fehér autói és kommandósok törnek be mindenfelől és lövöldözés tör ki. A bűnösöket pillanatok alatt elfogják. Ruben egyetlen lövéssel leterít egy fegyverest.
A vendéglőben mindenki megünnepli az első, jól sikerült vegyes akciót. A parancsnok nem ismer minden részletet, és amikor Jacques fecsegni kezd, őket is elvezetteti.
|  | Itt a vége a cselekmény részletezésének! |

## Szereplők
- Benoît Poelvoorde : Ruben Vandevoorde, belga vámos (sz. 1966. október 12.)
- Dany Boon : Mathias Ducatel, francia vámos (sz. 1968. február 22.)
- Karin Viard : Irène Janus, vendéglős
- Éric Godon : Willems, a belga vámosok parancsnoka
- Julie Bernard : Louise Vandevoorde, Ruben húga, Mathias szerelme, édességboltban dolgozik
- Zinedine Soualem : Lucas, francia vámos
- François Damiens : Jacques Janus, vendéglős
- Philippe Magnan : Mercier, a francia vámosok parancsnoka
- Guy Lecluyse : Grégory Brioul
- Laurent Gamelon : Duval, kábítószer-csempészéssel foglalkozó üzletember
- Bruno Lochet : Tiburce
- Nadège Beausson-Diagne : Nadia, francia női vámos, néger

- David Coudyser : autós
- Jérôme Commandeur : francia autós
- Bouli Lanners : Bruno Vanuxem, Ruben kissé kövérkés kollégája
- Olivier Gourmet : lelkész
- Bruno Moynot : ingatlanügynök
- Jean-Luc Couchard : Vanuxem, gyanús kinézetű csempész
- Jean-Paul Dermont : idősebb Vandevoorde
- Laurent Cappeluto : „az orosz”
- Chritel Pedrinelli : Olivia Vandevoorde, Ruben felesége
- Joachim Ledeganck : Léopold Vandevoorde, Ruben fia

## A film készítése
2010 márciusában kezdték forgatni Macquenoise-ban, ahol egyes épületek külsejét megváltoztatták, hogy korhűek legyenek. A Charlemagne (Brüsszel) felé vezető autópályát időszakosan lezárták a forgatások miatt.
Forgatási helyszínek
- Pointe Saint-Mathieu, Plougonvelin, Finistère, Franciaország
- Macquenoise – Hirson-Forêt határátkelő

## Bemutató
Magyarországon 2011. november 24-én kezdték vetíteni a mozik.

## Fogadtatás

### Bevételi adatok
A Pathé filmforgalmazó cég szerint a bemutató első napján 48 155 jegyet adtak el Nord-Pas-de-Calais-ban, ami Dany Boon legnagyobb sikerének számít a régióban a 2008-ban bemutatott Isten hozott az Isten háta mögött (Bienvenue chez les Ch’tis) című filmje óta.

### Díjak és jelölések
- 2011: Unifrance Films International-díj[2]

## Érdekességek
2011. február 5-én az eredeti francia címmel könyv jelent meg (Michel Lafon : Rien à déclarer, ISBN 978-2-7499-1354-4). Képregényben is kiadták: Pierre Veys: Rien à déclarer.

## Fordítás
- Ez a szócikk részben vagy egészben  a   Nothing to Declare (film) című angol Wikipédia-szócikk fordításán alapul.  Az eredeti cikk szerkesztőit annak laptörténete sorolja fel. Ez a jelzés csupán a megfogalmazás eredetét és a szerzői jogokat jelzi, nem szolgál a cikkben szereplő információk forrásmegjelöléseként.
- Ez a szócikk részben vagy egészben  a   Rien à déclarer című francia Wikipédia-szócikk fordításán alapul.  Az eredeti cikk szerkesztőit annak laptörténete sorolja fel. Ez a jelzés csupán a megfogalmazás eredetét és a szerzői jogokat jelzi, nem szolgál a cikkben szereplő információk forrásmegjelöléseként.